# Carnavalslied
Een carnavalslied is een speciaal voor carnaval geschreven lied. Om makkelijk mee te kunnen dansen, wordt carnavalsmuziek vooral in de maatsoort 6/8 (hossen) en 3/4 (meedeinen) geschreven. Carnavalsliedjes zijn een betrekkelijk recent verschijnsel van na de Tweede Wereldoorlog. Vooral in de jaren 70 en 80 van de 20e eeuw behaalden ze regelmatig de hoogste regionen van de hitlijsten, en worden dan wel carnavalshits of carnavalskrakers genoemd. André van Duin scoorde de grootste carnavalshits, maar ook artiesten als Toon Hermans, Vader Abraham, Corrie van Gorp, Adèle Bloemendaal en Ria Valk waagden zich aan dit fenomeen. Carnavalsliedjes zijn een vorm van gelegenheidscomposities.

## Opbouw
Een 'goed' carnavalslied heeft diverse herkenbare ingrediënten:
- Een makkelijk meezingbare 'volkse' melodie
- Een ritme met 'hossend' karakter: lang-kort wordt vaak voortdurend afgewisseld, en triolen komen veelvuldig voor.
- Veel accenten in de muziek en veel vraag-antwoord elementen
- De harmonie bevat veel tertsen en sexten
- De tekst is eenvoudig te onthouden, humoristisch van aard en heeft vaak een pointe
- De vorm bestaat meestal uit diverse strofen die met refreinen worden afgewisseld.
- Een niet te snel tempo: er moet op gehost kunnen worden

## Carnavalshits
Carnavalsliedjes die grote hits werden:
| Jaar | Nummer                                           | Artiest                                                                   |
| ---- | ------------------------------------------------ | ------------------------------------------------------------------------- |
| 1968 | Mien, waar is mijn feestneus?                    | Toon Hermans                                                              |
| 1969 | Kiele, Kiele, Kiele / Vogeltje wat zing je vroeg | Toon Hermans en de Drie Donken Blaaskapel                                 |
| 1970 | Bij ons staat op de keukendeur                   | De Twee Pinten                                                            |
| 1971 | Geef mij de liefde en de gein                    | De Twee Pinten                                                            |
| 1972 | Olleke bolleke                                   | Vader Abraham en zijn Goede Zonen                                         |
| 1974 | Maar wie holt van mekaar (en Adam sleug Eva)     | Gerard Hoeben                                                             |
| 1974 | Den Uyl is in den olie                           | Vader Abraham & Boer Koekoek                                              |
| 1974 | Kiele kiele Koeweit                              | Farce Majeure Team                                                        |
| 1974 | Zallemenut (nog 'n keertje overdoen)             | Adèle Bloemendaal                                                         |
| 1975 | Zak es lekker door                               | De Deurzakkers m.m.v. FC Den Bosch & De Kikvorschen                       |
| 1975 | Marietje (want in het bos daar zijn de jagers)   | Hydra                                                                     |
| 1975 | De liefde van de man gaat door de maag           | Ria Valk                                                                  |
| 1976 | "Leo"                                            | Ria Valk                                                                  |
| 1976 | Willempie                                        | André van Duin                                                            |
| 1976 | Als het gras twee kontjes hoog is                | Hydra                                                                     |
| 1976 | Stoont als een garnaal                           | Simplisties Verbond                                                       |
| 1976 | Unne spijker in munne kop                        | De Stipkes                                                                |
| 1977 | Zo slank zijn als je dochter                     | Corrie van Gorp                                                           |
| 1977 | Limburgs klaaglied                               | Martine Bijl                                                              |
| 1978 | Tingelingeling                                   | André van Duin presenteert: Ome Joop en het Dik Voormekaar Koor           |
| 1978 | Is je moeder niet thuis                          | Nico Haak                                                                 |
| 1979 | 'k Heb hele grote bloemkoole                     | André van Duin                                                            |
| 1980 | Nederland, die heeft de bal                      | André van Duin & Nederlands Elftal                                        |
| 1979 | Maak van uw scheet een donderslag                | De Breedbekkikkers                                                        |
| 1980 | Bloemetjesgordijn                                | Wim Kersten en de Viltjes                                                 |
| 1981 | Flip Fluitketel/Er staat een paard in de gang    | André van Duin                                                            |
| 1981 | Een barg die he un krul in de steert             | De Aal                                                                    |
| 1981 | Net as gisteren                                  | Normaal                                                                   |
| 1981 | Ik wil op m'n kop een kamerbreed tapijt          | Barry Hughes en De Kwaffeurs                                              |
| 1982 | Mama, woar is mien pils                          | Normaal                                                                   |
| 1982 | Polonaise Hollandaise                            | Arie Ribbens                                                              |
| 1983 | 's Nachts na tweeën                              | De Havenzangers                                                           |
| 1984 | Wij zijn de vuilnisman                           | André van Duin                                                            |
| 1987 | Kleine jodeljongen                               | Manke Nelis                                                               |
| 1991 | Maar vanavond heb ik hoofdpijn                   | Hanny                                                                     |
| 1992 | Overal lagen peuken                              | Lennard Landman                                                           |
| 1994 | Pizza lied (Effe wachte...)                      | André van Duin                                                            |
| 1995 | Sjeng aon de geng                                | Frans Theunisz                                                            |
| 2006 | Boem is ho, tuut tuut                            | Arijan van Bavel                                                          |
| 2007 | Lauwe pis                                        | Theo Maassen & De Kapotte Kontjes                                         |
| 2009 | De balletjes van de koningin                     | André van Duin                                                            |
| 2010 | Zachte G Harde L                                 | Jos van Oss                                                               |
| 2012 | Gas op die lollie                                | FeestDJRuud                                                               |
| 2013 | Vrouwkes                                         | Snollebollekes                                                            |
| 2014 | De Gròzzie van Mèn Buurvrouw                     | Ferry van de Zaande & Veul Gère                                           |
| 2015 | Alaafrojack                                      | Snollebollekes                                                            |
| 2015 | Jij krijgt die lach niet van mijn gezicht        | John de Bever                                                             |
| 2015 | Van drinken krijg je dorst                       | Rowwen Hèze                                                               |
| 2016 | Links rechts                                     | Snollebollekes                                                            |
| 2016 | Liever te dik in de kist                         | Stef Ekkel & René Karst                                                   |
| 2018 | Hallo Allemaal                                   | Gebroeders Rossig                                                         |
| 2019 | Alie Exprezz                                     | Gebroeders Rossig                                                         |
| 2020 | De Toreador                                      | Opgeblazen ft. Wilbert Pigmans                                            |
| 2020 | Handjes handjes bloemetjesgordijn                | Lamme Frans                                                               |
| 2021 | Doorgaon!                                        | Niet Altijd Rozengeur (Gebaseerd op Doorgoon van Sjpringlaevend LVK 2020) |
| 2022 | Ons moeder zeej nog                              | Jan Biggel                                                                |
| 2022 | Ik ben kachel                                    | OBZ                                                                       |
| 2023 | 'T is carnaval                                   | Vieze Jack                                                                |
| 2023 | Kantelen                                         | Feestteam                                                                 |
| 2024 | Lege Pullen                                      | Jan Biggel                                                                |
| 2025 | Shotje, Baco, Biertje                            | Gullie & Veul Gère                                                        |
| 2025 | Dikke Pens (Clap Your Pens)                      | Kapotte Kachels ft. Rene van Rooij                                        |

## Limburg
In Limburg zijn er per plaats verscheidene dialectgroepen zoals Neet oét Lottum, Zoemaar en Rowwen Hèze te vinden, die het ook landelijk goed doen. Diverse groepen zoals W-Dreej uit Venlo en Kartoesj uit Limbricht maken behalve feestmuziek ook carnavalsmuziek. Ook Beppie Kraft en Frans Boermans maakten een groot aantal carnavalshits.
Veel steden en dorpen hebben een eigen "leedjes/liedjes"-avond. Er is een organisatie die elk jaar het Limburgs Vastelaovesleedjes Konkoer organiseert, een wedstrijd voor de zogenaamde Limburgse sjlager. Deze wedstrijd begint enkele weken voor de finale doordat mensen uit Limburg via de krant, de regionale omroep L1 en op internet op hun favoriete liedjes en artiesten kunnen stemmen. De beste 19 komen na een aantal rondes in de finale. De beste liedjes zijn ook gegarandeerd voor een optreden op de Brand Beer Boetegewoene Boetezitting (de start van de Limburgse "vastelaovend") in Venlo. Lokale carnavalsverenigingen doen veelal moeite om in een carnavalslied plaatselijke actuele onderwerpen in dialect aan te snijden.
De term carnavalskraker wordt overigens binnen het Rijnlandse carnaval nooit gebruikt, er wordt liever gesproken over carnavalsmuziek (of aldaar bekend als vastelaovesmuziek).

## Brabant
In Brabant vinden carnavalsliedjesfestivals plaats in Tilburg/Kruikenstad (het "Blerconcours"), in Roosendaal (Tullepetaonestad) en in 's-Hertogenbosch/Oeteldonk (het Kwekfestijn). De lokaal gecomponeerde nummers, worden vaak ook uitgebracht op een cd, die door de Hoeven (Halderberge)carnavalsstichtingen en verenigingen verkocht worden aan de lokale carnavalsvierders om de kosten ervan te dekken. Daarnaast stellen carnavalsstichtingen en verenigingen de liedjes ook vaak beschikbaar op hun site, zodat mensen kunnen streamen via diensten als Spotify of als MP3-bestand kunnen downloaden.
Jaarlijks vindt bovendien een provinciale Brabantse wedstrijd plaats tussen de winnaars van de plaatselijke festivals, de verkiezing van Hèt Beste West-Brabantse Carnavalslied in Hoeven (Peejenland). Voorheen bestond ook het Knotskrakersfestival in Nieuwkuijk (gemeente Heusden).
Carnavalssongs worden van oudsher gezongen met een achtergrondkoor en hoempapa-muziek.
In de loop der jaren zijn er diverse kenmerkende tradities opgebouwd.
Er wordt een melodie van een bestaand nummer gebruikt, waar een nieuwe tekst op wordt geschreven (dit wordt ook wel contrafact genoemd).
Ook wordt traditionele carnavalsmuziek gemixt met dance, trance, hardstyle en après-ski-muziek.